# Jueves Negro (Líbano)
El Jueves Negro (árabe: الخميس الأسود; Al-Khamis Al-Aswad; francés: Jeudi Noir) fue el secuestro y matanza de 50 cristianos libaneses en el área de Bashoura en Beirut Oriental el 30 de mayo de 1975. Este incidente acabó siendo una de las primeras matanzas basadas en religión durante los primeros momentos de la guerra civil libanesa.

## Masacre
El 30 de mayo de 1975, una organización armada chiita conocida como los Caballeros de Alí mató a un estimado de 30 a 50 civiles cristianos en Bashoura, Beirut. La masacre fue causada por el asesinato de un palestino en el interior de la ciudad. Los cadáveres se abandonaron en un cementerio musulmán cerca a la Línea Verde que separaba a Beirut Oriental (controlado por milicias cristianas de derecha) y Beirut occidental (controlado por milicias en su mayoría musulmanas, principalmente de izquierda) con sus genitales mutilados, probablemente para causar un conflicto entre los ciudadanos de diferentes religiones.

## Consecuencias
El evento llevó a miembros de organizaciones armadas tanto izquierdistas como derechistas bloquearan las vías en sus áreas de autoridad, controlando el tráfico y sólo dejando pasar a individuos de ciertas sectas. Varias víctimas, tanto cristianas como musulmanas, fueron secuestradas y ejecutadas, y aquellos liberados tenían partes de sus cuerpos cortadas.